# Hélio Alonso
Hélio Alonso (Niterói, 8 de setembro de 1928 — Rio de Janeiro, 26 de março de 2015) foi um professor e empreendedor brasileiro, fundador das Faculdades Integradas Hélio Alonso e do Colégio Hélio Alonso.

## Biografia
Hélio Alonso nasceu em casa, na Rua Prefeito Vila Nova, no bairro do Barreto. Cresceu em uma família humilde e encontrou o gosto pela leitura nos livros espanhóis e portugueses do pai. Estudou na Escola Pública Primária João Ribeiro.
Sua família se mudou para o Santo Cristo, no Rio de Janeiro, quando Hélio tinha 14 anos de idade, idade em que arrumou seu primeiro emprego datilografando e entregando guias de Imposto Sindical, no Sindicato de Mestres e Contramestres da Indústria de Fiação e Tecelagem do RJ. Por conta do baixo salário foi trabalhar por um ano na fábrica de tintas Pelican, deixando a função para servir ao Exército. Após o tempo de serviço, o jovem Hélio Alonso resolveu cursar prova para o IAPI.
Concluiu o Ensino Fundamental e parou de estudar até os 18 anos, quando cursou simultaneamente faculdades de Direito na Faculdade Nacional de Direito e de Letras Clássicas – Português, Latim e Grego na Pontifícia Universidade Católica do Rio de Janeiro. Após se formar em Direito criou o Curso Hélio Alonso, que seria um dos primeiros cursos pré-vestibulares do Brasil, e que depois os transformaria no Colégio Hélio Alonso. Aprovou todos os seus poucos alunos e então percebeu que tinha futuro na área da educação. Entre 1957 e 1964, foi pai de três meninas: Cláudia (nascida em 1957), Márcia (1961) e Andréia (1964). A partir daí, criou a FACHA em 1970, o Colégio Hélio Alonso em 1975, a agência de comunicação e produção do Grupo Hélio Alonso em 1981, e a agência de turismo HelioTur em 1987.
Recebeu o Prêmio Folha Dirigida em duas oportunidades: 2005 e 2013, na categoria "Personalidade do Ano".
Hélio Alonso faleceu na madrugada de 26 de março de 2015, devido a uma parada cardiorrespiratória causada por seu quadro de leucemia aguda.
Após sua morte, foi homenageado no livro Hélio Alonso, a biografia de um visionário da educação escrito. Foi também homenageado pelo jornal esportivo LANCE!, em cuja redação formaram-se diversos de seus jornalistas na FACHA.